# Челленджер (шатл)

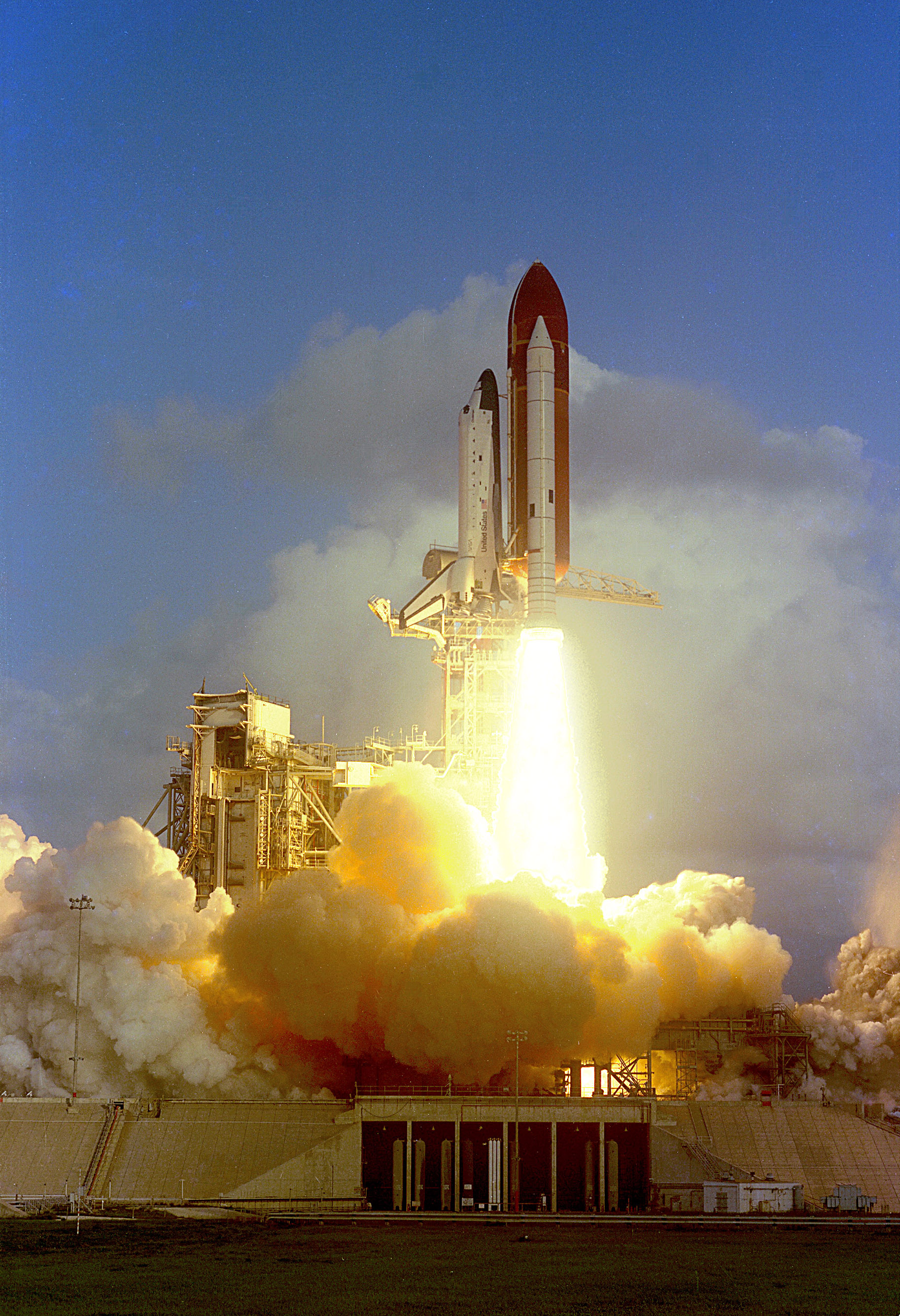
Запуск шатла «Челенджер» 18 липня 1983

Космічний човник (шатл) «Челленджер» (за класифікацією NASA — OV-099) — другий космічний човник NASA, що був запущений в дію (першим був «Колумбія»).
Перший політ шатла відбувся 4 квітня 1983. Усього відбулось дев'ять польотів — десятий політ 28 січня 1986 закінчився катастрофою на 73-й секунді після запуску. Ця аварія призвела до перерви в польотах шатлів протягом наступних двох з половиною років. Польоти були відновленні лише 1988 року запуском шатла «Дискавері» (OV-103). Шатл «Челленджер» був заміщений шатлом «Індевор» (OV-105), який був запущений 1992-го. Останній шатл був зібраний із запчастин, попередньо виготовлених для «Челленджера» та інших шатлів.

## Польоти
«Челленджер» стартував у космос десять разів. Провів у космосі 69 діб, здійснив 987 обертів навколо Землі, здолавши 41 527 416 км.
| №  | Дата           | Позначення          | Програма польоту |
| -- | -------------- | ------------------- | --- |
| 1  | 4 квітня 1983  | Челленджер STS-6    | Запуск трансляційного супутника. Перший вихід у відкритий космос під час польоту шатла.                                                         |
| 2  | 18 липня 1983  | Челленджер STS-7    | Саллі Райд — перша американська жінка-космонавт. Запуск двох комунікаційних супутників.                                                         |
| 3  | 30 серпня 1983 | Челленджер STS-8    | Гайон Блуфорд — перший чорношкірий космонавт. Перший нічний старт і нічна посадка шатла. Запуск супутника Insat-1B.                             |
| 4  | 3 лютого 1984  | Челленджер STS-41-B | Невдалий запуск двох комунікаційних супутників.                                                                                                 |
| 5  | 6 квітня 1984  | Челленджер STS-41-C | Ремонт супутника на орбіті. |
| 6  | 5 жовтня 1984  | Челленджер STS-41-G | Вперше в екіпажі дві жінки. Перший вихід у космос американської жінки-космонавта. Зняття з орбіти супутника (Earth Radiation Budget Satellite). |
| 7  | 29 квітня 1985 | Челленджер STS-51-B | Експерименти з космічною лабораторією (Spacelab-3).                                                                                             |
| 8  | 29 липня 1985  | Челленджер STS-51-F | Експерименти з космічною лабораторією (Spacelab-2).                                                                                             |
| 9  | 30 жовтня 1985 | Челленджер STS-61-A | Експерименти з космічною лабораторією (Spacelab D-1).                                                                                           |
| 10 | 28 січня 1986  | Челленджер STS-51-L | Катастрофа шатла «Челленджер». Загинуло семеро космонавтів.                                                                                     |

## Назва
Назва «Челленджер» походить від двох «човників»: від британського корвета «Челленджер» (спущений на воду 1858-го), що був командним кораблем «експедиції Челленджер», яка проводила піонерні широкомасштабні морські дослідження.; від пілотованого космічного корабля «Аполлону-17», що висадився на місяць 1972 року.

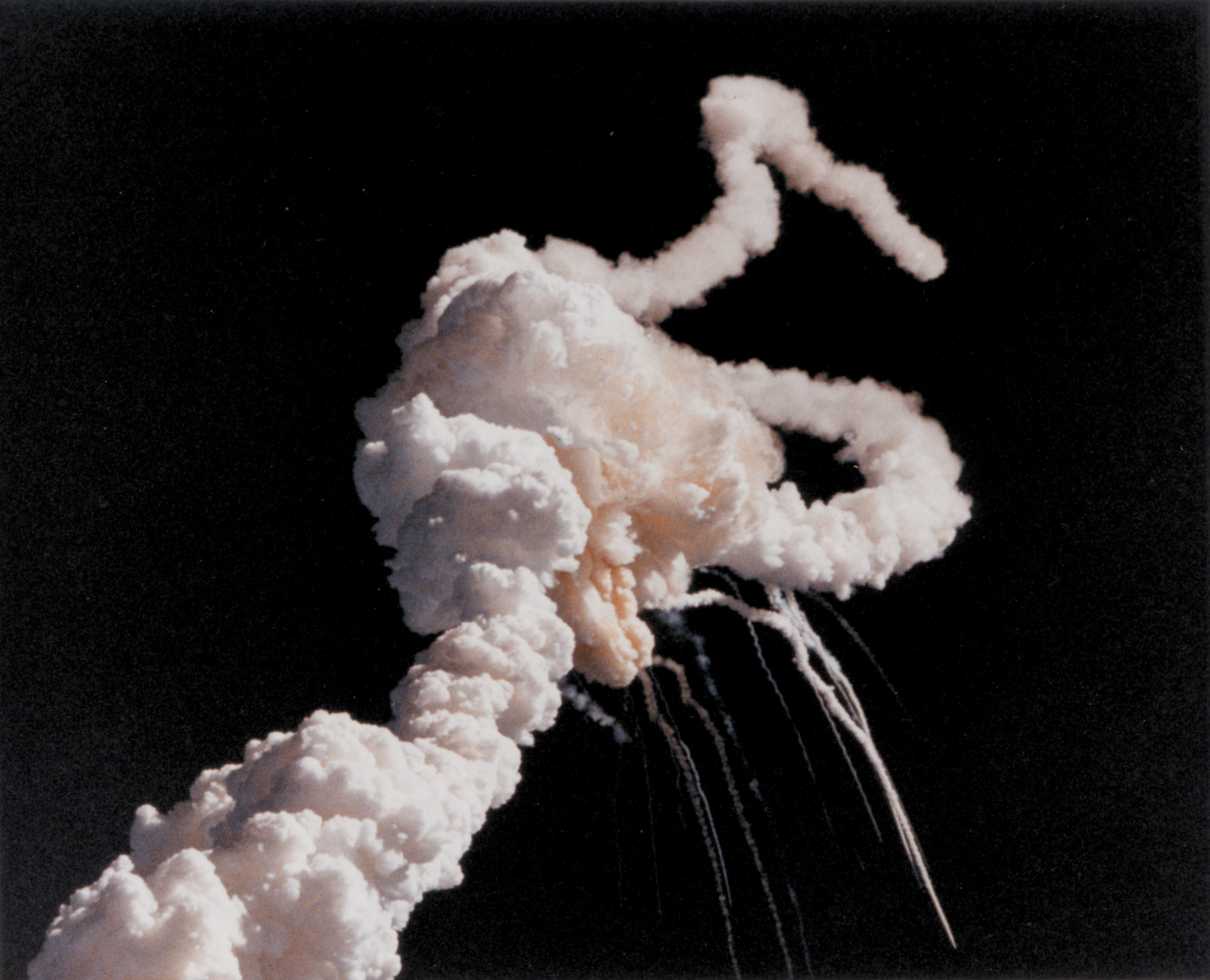
Загибель «Челленджера» (також дивіться архівний відеоматеріал BBC)

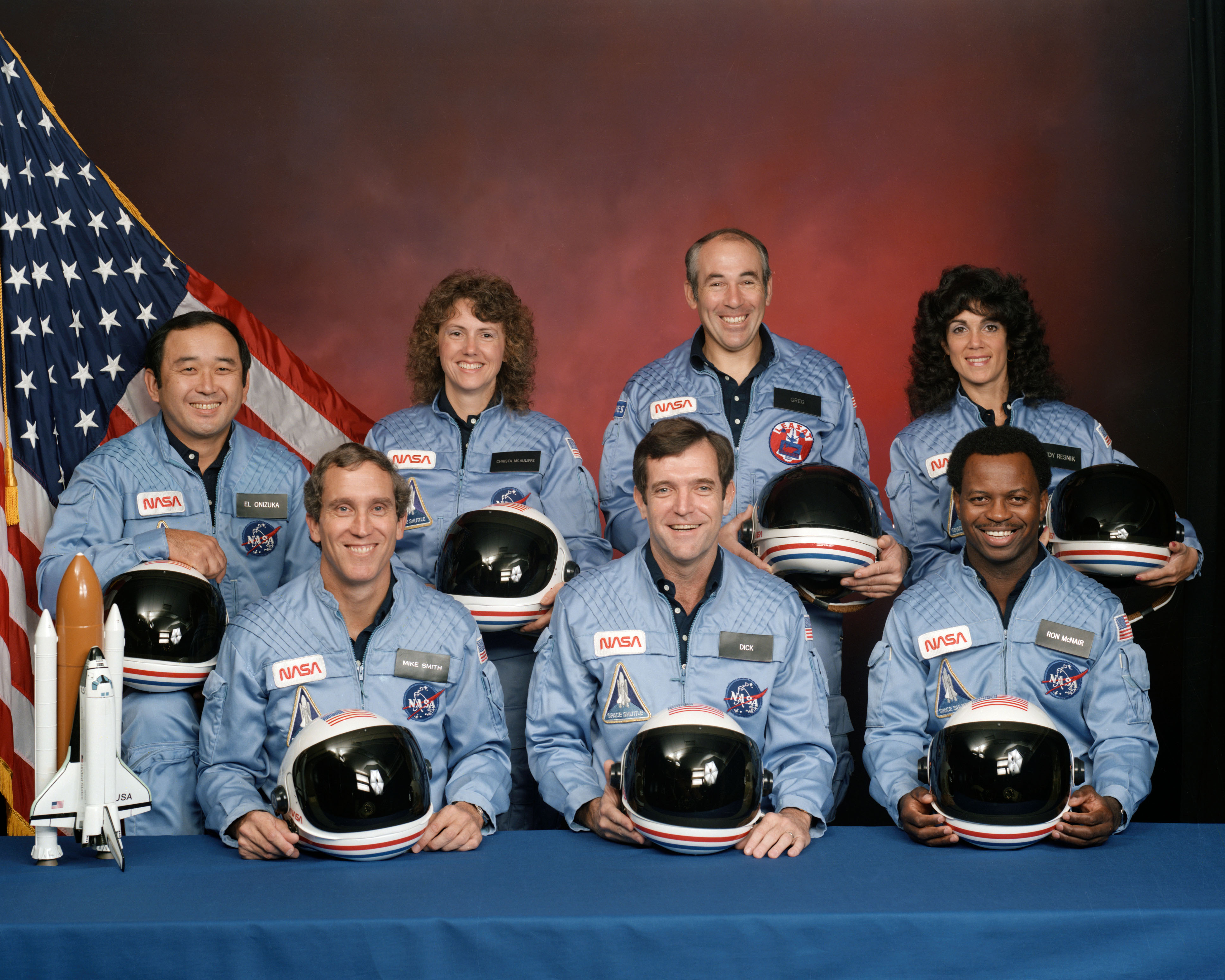
Екіпаж останнього польоту Челленджера. Позаду зліва направо: С. Еллісон Онідзука, Шарон Кріста Маколіфф, Грег Джарвіс і Джуді Резник. Попереду зліва направо: Майкл Дж. Сміт, Дік Скобі та Рон Макнейр

## Емблеми польотів
|          |          |          |          |          |
| STS-6    | STS-7    | STS-8    | STS-41-B | STS-41-C |
|          |          |          |          |          |
| STS-41-G | STS-51-B | STS-51-F | STS-61-A | STS-51-L |